# Strašidlo ve mlejně
Strašidlo ve mlejně je komická opera (singspiel) o dvou dějstvích českého zpěváka, dirigenta a skladatele Karla Františka Rafaela na libreto přeložené a upravené z německého originálu hercem a zpěvákem Vohankou (Wohankou). Premiéru Strašidla ve mlejně uvedlo 7. prosince 1814 brněnské Městské divadlo.

## Vznik, charakteristika a historie
Skladatel opery, žamberský rodák Karel František Rafael, začínal v roce 1814 jako devatenáctiletý v brněnském divadle jako kontrabasista, záhy se však uplatnil jako basista, vystupoval též v činohře, později též dirigoval a komponoval. Často měnil působiště on sám nebo divadelní společnosti, jichž byl členem, proto jsou informace o jeho činnosti mezerovité. Skládal však hudbu k činohrám a baletům. Vedle Strašidla ve mlejně je jeho jedinou doloženou operou (zpěvohrou) Fiakrista markýzem (Der Fiaker als Marquis), která měla premiéru roku 1829 ve Vratislavi.
Podle teatrologa Vratislava Procházky mělo české libreto vzniknout úpravou hry vídeňského dramatika Paula Weidmanna (1746–1801) Der Bettelstudent oder das Donnerwetter (Žebravý student aneb hromobití) z roku 1776, která vycházela z Cervantesovy hry La cueva de Salamanca (Jeskyně u Salamanky) z roku 1615. Weidmannova hra se stala velmi oblíbenou a hrála se v celém německy mluvícím prostoru (např. roku 1778 v pražském Divadle v Kotcích). Již před Rafaelovou českou operou se dočkala několika zpěvoherních zpracování: Roku 1785 měla v Mnichově premiéru singspielová verze skladatele Petera von Wintera, v habsburské monarchii se později prosadila dvouaktová zpěvohra Wenzela Müllera na libreto Leopolda Hubera, která měla premiéru 24. července 1800 ve vídeňském divadle Theater in der Leopoldstadt.
Samotná Weidmannova hra se hrála v Brně již roku 1777, 22. července 1801 zde byl proveden i pantomimický balet na její námět a singspiel Wenzela Müllera zde měl premiéru 14. července 1811, v době premiéry Rafaelovy opery již tedy bylo místní obecenstvo s touto látkou v době premiéry Strašidla ve mlejně dobře obeznámeno. Tato premiéra se konala 7. prosince 1814 a česká zpěvohra tvořila druhou část večera po německé frašce Die Heurath durch ein Wochenblatt (Svatba přes týdeník) Friedricha Ludwiga Schrödera.
Ani text, ani hudba Rafaelovy a Vohankovy verze této opery se nezachovaly a celkově je o ní poměrně málo informací. Jedinou soudobou tiskovou zprávu otiskl německojazyčný časopis Moravia dne 4. února 1815: „Strašidlo ve mlejně, česká opera, 2 akty. – Je chvalitebné zde v Brně, jehož obyvatelé z větší části česky rozumějí a mluví, dávat taky nějaký spektákl v této řeči, Volba této opery, překladu Žebravého studenta s Müllerovou hudbou, byla k tomuto pokusu zcela vhodná, provedení dosti povedené.“ Moravie uvádí, že text Rafaelovy opery vycházel z této Huberovy a Müllerovy adaptace Weidmannovy veselohry, avšak Procházkou zastávaný názor, že se jednalo o přímou adaptaci Weidmannovy hry ze zpěvy Vohankou, lze opřít o seznam osob, který neobsahuje Huberem přidané postavy Thaddädla a Rosiny. Divadelní cedule uvádí jen, že je to hra „z němčiny přeložená“. Tvrzení Moravie, že se Strašidlo ve mlejně hrálo na Müllerovu hudbu, je ovšem v rozporu s divadelní cedulí, která jako jediného autory hudby uvádí Rafaela; zda vůbec, a pokud ano, nakolik Rafael použil Müllerovu hudbu, nelze bez notového materiálu rozhodnout.
Strašidlo ve mlejně mělo jednu doloženou reprízu (31. ledna 1815). V dějinách českého divadla však má nemalý význam: jedná se teprve o druhé doložené profesionální divadelní představení v Brně v českém jazyce (po Zamilovaném ponocném roku 1767) a také první domácí operu v češtině provedenou v tomto divadle a jednu z prvních profesionálních českých oper vůbec, předcházející o dvanáct let Škroupova Dráteníka.

## Osoby a první obsazení
| osoba                          | premiéra (7. prosince 1814) |
| ------------------------------ | --------------------------- |
| Pan Jakub, mlynář              | Karel František Rafael      |
| Johanka, jeho dcera            | Baudrelel                   |
| Pan Brandheim, vojanský oficír | David                       |
| Pan Tollberg, panský správec   | Manetínský                  |
| Wilhelm Mausel, literák        | Vohanka                     |
| Markytka, přítelkyně od Jakuba | Mellinger                   |
| Chasa mlynářská, vojáci        |                             |

## Děj opery
Mlynář Jakub má dceru Johanku, která se zamilovala do pana Brandheima, důstojníka, který vede vojenské práce na blízké řece. Jejich lásce přeje i vdova Markytka, mlynářova přítelkyně. Jenže Jakub Brandheima nenávidí, protože má za to, že mu odvedl vodu z náhonu, a hodlá dceru provdat za panského správce Tollberga. Ten se stane obětí žertů mlynářské chasy a osvobodí ho až potulný student Mausel. Ten je důvtipný a dokáže se každému zalíbit, včetně Markytky, která mu povoluje přespat ve mlýně. V nepřítomnosti otce, který odjel do města, se Johanka v mlýnské světnici setkává s Brandheimem k tajné večeři. Jenže mlynář se vrátí nečekaně dříve a situaci zachrání Mausel, který předstírá, že umí čarovat, a překvapenému Jakubovi vykouzlí nejen čerstvou večeři, ale i vyvolá „ďábla“ v podobě nenáviděného Brandheima (čímž se vysvětlí, jak se důstojník v mlýně ocitl).
Jakub a Tollberg chtějí studentových čarodějných schopností využít k tomu, aby přesvědčil Johanku k sňatku s panským správcem. Mausel jim to slíbí – avšak po straně se domluví s mladými milenci. Za bouřlivého večera pak čaruje; Johanka se zdá být povolnější, ale poté, co student vyvolá nebožku Tollbergovu první ženu (tj. Brandheima ve věrohodném přestrojení), jež vyčítá manželovi všechny jeho poklesky, je Tollberg vyděšen a před mlynářem a jeho dcerou kompromitován. Do mlýnské sýpky uhodí blesk a požár je zažehnán jen s pomocí Brandheima a jeho vojáků. Jakub svoluje k sňatku Johanky s Brandheimem a Tollberg odchází s výsměchem.